# Discographie de Yeah Yeah Yeahs
La discographie des Yeah Yeah Yeahs, groupe de musique new-yorkais fondé en 2000 par la chanteuse Karen O, le batteur Brian Chase et le guitariste Nick Zinner, se compose de trois albums studio, trois maxis, neuf singles, huit clips musicaux et une vidéo.
La première production des Yeah Yeah Yeahs, qui est également l'un de leurs premiers succès, est un maxi éponyme sorti en 2001 qui se hisse en 2003 à la première place des charts anglais en rock indépendant. Un an plus tard sort un second maxi, intitulé Machine, dont la chanson du même nom se classe également dans les charts britanniques de singles. Le groupe réalise son premier album, Fever to Tell, en 2002, qui atteint la treizième place des charts anglais de singles et la 55e place du Billboard 200 américain. Fever to Tell donne lieu à la sortie de quatre singles, dont le titre Maps qui se classe dans les charts tant aux États-Unis qu'en Angleterre,.
Leur second opus, Show Your Bones, sort en 2006, suivi un an plus tard d'un maxi du nom de Is Is. Le groupe a réalisé une vidéo, Tell Me What Rockers to Swallow, qui compile performances live et clips musicaux du groupe depuis 2004. En avril 2009 sort It's Blitz!, leur troisième album studio.

## Albums studio
| Année                                                                                      | Album | Meilleur classement | Meilleur classement | Meilleur classement | Meilleur classement | Meilleur classement | Meilleur classement | Meilleur classement | Meilleur classement | Disque d'or                             |
| Année                                                                                      | Album | US                  | AUS                 | AUT                 | FRA                 | IRE                 | NZL                 | NOR                 | UK                  | Disque d'or                             |
| ------------------------------------------------------------------------------------------ | --- | ------------------- | ------------------- | ------------------- | ------------------- | ------------------- | ------------------- | ------------------- | ------------------- | --------------------------------------- |
| 2003                                                                                       | Fever to Tell - Sortie : 29 avril 2003 - Label : Interscope (#34902) - Formats : CD, 33 tours             | 55                  | 80                  | —                   | 70                  | 18                  | —                   | 39                  | 13                  | - US: Disque d'or - UK: Disque d'argent |
| 2006                                                                                       | Show Your Bones - Sortie : 27 mars 2006 - Label : Interscope (#6337) - Formats : Disque compact, 33 tours | 11                  | 17                  | 54                  | 96                  | 17                  | —                   | —                   | 7                   | - UK: Disque d'or                       |
| 2009                                                                                       | It's Blitz! - Sortie : 9 mars 2009 - Label : Interscope                                                   | 22                  | 8                   | 61                  | 160                 | 10                  | 22                  | 12                  | 9                   | - UK: Disque d'argent                   |
| 2013                                                                                       | Mosquito - Sortie : 16 avril 2013 - Label : Interscope                                                    | 5                   | 17                  | 44                  | 128                 | 8                   |                     | 24                  | 9                   |                                         |
| 2022                                                                                       | Cool It Down - Sortie : 30 septembre 2022 - Label : Secretly Canadian                                     |                     |                     |                     |                     |                     |                     |                     |                     |                                         |
| "—" signifie que l'album n'a pas figuré dans les charts ou n'était pas sorti dans ce pays. | |                     |                     |                     |                     |                     |                     |                     |                     |                                         |

## Singles
| Année                                                                                      | Titre               | Meilleur classement | Meilleur classement | Meilleur classement | Meilleur classement | Meilleur classement | Meilleur classement | Meilleur classement | Meilleur classement | Album           |
| Année                                                                                      | Titre               | US                  | US Alt.             | US Dance            | US Pop              | AUS                 | CAN                 | IRE                 | UK ,                | Album           |
| ------------------------------------------------------------------------------------------ | ------------------- | ------------------- | ------------------- | ------------------- | ------------------- | ------------------- | ------------------- | ------------------- | ------------------- | --------------- |
| 2002                                                                                       | Machine             | —                   | —                   | —                   | —                   | —                   | —                   | —                   | 37                  | Machine         |
| 2003                                                                                       | Date with the Night | —                   | —                   | —                   | —                   | —                   | —                   | —                   | 16                  | Fever to Tell   |
| 2003                                                                                       | Pin                 | —                   | —                   | —                   | —                   | —                   | —                   | —                   | 29                  | Fever to Tell   |
| 2004                                                                                       | Maps                | 87                  | 9                   | —                   | —                   | —                   | —                   | —                   | 26                  | Fever to Tell   |
| 2004                                                                                       | Y Control           | —                   | —                   | —                   | —                   | —                   | —                   | —                   | 54                  | Fever to Tell   |
| 2006                                                                                       | Gold Lion           | 88                  | 14                  | —                   | 68                  | —                   | 2                   | 37                  | 18                  | Show Your Bones |
| 2006                                                                                       | Turn Into           | —                   | —                   | —                   | —                   | —                   | —                   | 37                  | 53                  | Show Your Bones |
| 2006                                                                                       | Cheated Hearts      | —                   | —                   | —                   | —                   | —                   | —                   | —                   | —                   | Show Your Bones |
| 2007                                                                                       | Down Boy            | —                   | —                   | —                   | —                   | —                   | —                   | —                   | —                   | Is Is           |
| 2009                                                                                       | Zero                | —                   | 18                  | 4                   | —                   | 88                  | —                   | —                   | 49                  | It's Blitz!     |
| 2009                                                                                       | Heads Will Roll     | 125                 | —                   | —                   | —                   | —                   | —                   | —                   | 98                  | It's Blitz!     |
| "—" signifie que l'album n'a pas figuré dans les charts ou n'était pas sorti dans ce pays. |                     |                     |                     |                     |                     |                     |                     |                     |                     |                 |